# Conceição do Canindé
Conceição do Canindé é um município brasileiro do estado do Piauí, Região Nordeste do país.
O município de Conceição do Canindé foi fundado em primeiro de julho de 1954 por Narciso Brasileiro dos Passos.
Antes distrito do município de Paulistana, Conceição do Canindé foi emancipado no início do mesmo ano, pela concorrência decisiva dos esforços de seu fundador junto à Assembleia Legislativa do Estado do Piauí em Teresina, capital do estado.
Nas eleições do ano seguinte, Brasileiro dos Passos, fundador e grande agente da emancipação do município, foi eleito seu primeiro prefeito.
Em 1960 a cidade sede do município foi destruída em decorrência de enchente no Rio Canindé, tendo sido reconstruída em lugar mais alto, segundo projeto do então estudante de engenharia Gildemar Gomes dos Passos, filho do fundador do município.
Em 7 de setembro de 1962 a nova sede do município foi inaugurada pelo então prefeito Narciso de Almeida Passos, conhecido como Santinho, o qual era primo em primeiro grau do fundador do município.
Nos últimos anos, no mês de julho, em seguimento aos festejos de aniversário de fundação do município no dia primeiro, comemora-se a tradicional Festa dos Vaqueiros, que já se tornou atração para visitantes de toda a região e até de outros Estados, bem como amigos e familiares de moradores de Conceição do Canindé.